# Jehu Chiapas
Jehu Chiapas (* 3. Oktober 1985 in Martínez de la Torre, Veracruz) ist ein mexikanischer Fußballspieler, der bis 2009 in der Abwehr agierte und seither im Mittelfeld eingesetzt wird.

## Leben
Chiapas begann seine fußballerische Laufbahn in den Nachwuchsabteilungen der UNAM Pumas, bei dem er 2005 auch seinen ersten Profivertrag erhielt. Mit den Pumas gewann er die mexikanische Fußballmeisterschaft in der Clausura 2009 und der Clausura 2011.
Für die Saison 2011/12 wechselte er zum San Luis FC, kehrte aber bereits zur Saison 2012/13 zu den UNAM Pumas zurück. Seit 2013 steht Chiapas bei den Tiburones Rojos Veracruz unter Vertrag.

## Erfolge
- Mexikanischer Meister: Clausura 2009, Clausura 2011